# Humanima
Humanima est une série documentaire québécoise diffusée sur TV5 Québec Canada, Radio-Canada et RDI. Elle est produite par Productions Nova Média.

## Description
Cette série est une incursion dans la vie d’hommes et de femmes qui entretiennent une relation étroite avec les animaux, la nature et l’environnement. La série décrit le contact de ces personnes avec les animaux et avec la nature, tout en fournissant des informations factuelles sur des aspects méconnus du comportement des animaux et de coins de pays peu fréquentés. ZED assure la distribution internationale de la série. En France, les coffrets de la série 1 et de la série 2 sont distribués par BQHL Éditions.

### Épisodes de la série Humanima I
1. Janie Giard - Au rythme des grandes baleines
2. Christian Huchedé - Un refuge pour la vie (sur le refuge de l'Arche)
3. Jean Cardinal - Quand la caméra ne tourne pas
4. Zoe Lucas - Les défis d'une âme sauvage
5. Guy Fitzgerald - Redonner des ailes
6. Maryo Pépin - Un cri qui vient de loin
7. Carl Millier - Fauconnier pour la vie
8. Gloria Grow - Le juste retour
9. Rolland Lemieux - Des prédateurs et des hommes
10. Pierre Leduc - Illusionniste de nature
11. Pascale Otis - La mère l'oie
12. Henri Jacob - L'homme et son paradis terrestre
13. Josée Tremblay - La saison des naissances

### Épisodes de la série Humanima II
1. Mario Cyr - Cinéaste des profondeurs
2. Steeve Côté - Rencontre au sommet
3. Denis Masse - Gardien de la nature
4. Peter Ledwidge - Voyage au pays des chiens
5. Philippe Henry - Témoin de la nature
6. Nick Lunn - À la rencontre des rois blancs
7. Kyle Knopff - Sur la piste du couguar
8. Diane Gendron - Avec les géants bleus de la mer de Cortés
9. Nathalie Pageau - Dans les traces de l'homme qui parle avec les loups
10. Rebecca Bradford-Andrew - La nature en héritage
11. Chanee (Aurélien Brulé) - Vivre au pays des gibbons
12. Emiko Wong - La vie sous le dôme
13. Frédéric Pignon - L'homme qui danse avec les chevaux

### Épisodes de la série Humanima III
1. Benjamin Vollot - Migrer comme un oiseau
2. Sébastien Duffilot - Mémoires d'éléphants
3. Sylvain Macchi - En quête du Loup
4. Richard Sears - L'appel du large
5. Jean Lauriault - Le monarque voyageur
6. Jacinthe Bouchard - Entraîneur sans frontières
7. Gordon Blankstein - Une espèce rare
8. Alexandra Morton - L'écho de la mer
9. Steve Goodman - L'aventurier de la faune
10. Olivier Behra - Au paradis des lémuriens

### Épisodes de la série Humanima IV
1. Géraud Leroux - À la rescousse des tortues marines
2. Pilai Poonswad - La grand-mère des calaos
3. Nicholas Bachand - Des gorilles et des hommes
4. Gart Mowatt - Au pays des grizzlis
5. Jean Léveillé - L'ornithoguetteur
6. Delphine Verrier - Au-delà du masque
7. Daniel Fortin - Le retour du bison des plaines
8. Stéphanie Pieddesaux - Vivre avec les mammifères marins